# Ели Визел
Сър Ели (Елиезер) Визел (на немски: Elie (Eliezer) Wiesel), по-известен като Ели Визел (Elie Wiesel), е писател и общественик с унгарско-еврейски корени.

## Биография и творчество
Ражда се в Румъния, оцелява по време на Холокоста (първо е депортиран в Аушвиц, където губи майка си и една от сестрите си, после — в Бухенвалд, където умира и баща му), а от 1955 г. живее в САЩ.
Ели Визел е автор на над 40 художествени и документални книги. Удостоен е с Нобелова награда за мир през 1986 година, в знак на признание за неуморната му обществена дейност против расизма, насилието и потъпкването на човешките права.
Носител е също така на следните награди и отличия:
- Член на American Academy of Arts and Letters (1996)
- Presidential Medal of Freedom
- Grand-croix de la Légion d'honneur
- Knight Commander of the British Empire
- Носител на ордена „Звездата на Румъния“ (2002)
- Почетен член на Румънската академия

## Произведения, публикувани на български език
- Визел, Ели. Нощта. Превод от френски Калоян Праматаров, София, изд. My Book, 2020,ISBN 978-619-91186-6-5
- Визел, Ели. Зората. Превод от френски Калоян Праматаров, София, изд. My Book, 2021,ISBN 978-619-91186-8-9
- Визел, Ели. Денят. Превод от френски Калоян Праматаров, София, изд. My Book, 2021, ISBN 978-619-91186-9-6
- Визел, Ели. Просякът от Йерусалим. Превод от френски Калоян Праматаров, София, изд. My Book, 2021, ISBN 9786199197516

## За него
- Berenbaum, Michael. The Vision of the Void: Theological Reflections on the Works of Elie Wiesel. Middletown, CT: Wesleyan University Press, 1979. ISBN 0-8195-6189-4
- Davis, Colin. Elie Wiesel's Secretive Texts. Gainesville, FL: University Press of Florida, 1994. ISBN 0-8130-1303-8
- Downing, Frederick L. Elie Wiesel: A Religious Biography. Macon, GA: Mercer University Press, 2008. ISBN 978-0-88146-099-5
- Fine, Ellen S. Legacy of Night: The Literary Universe of Elie Wiesel. New York: State University of New York Press, 1982. ISBN 0-87395-590-0